# Осянін Микола Вікторович
Микола Вікторович Осянін (рос. Николай Викторович Осянин, 12 грудня 1941, Соболевське — 21 березня 2022) — радянський футболіст, що грав на позиції нападника.
Насамперед відомий виступами за «Спартак» (Москва), разом з яким вигравав Кубок та Чемпіонат СРСР, а також ставав найкращим бомбардиром чемпіонату.

## Клубна кар'єра
Вихованець казанської «Іскри».
З 1961 року виступав за «Крила Рад» (Самара), в яких провів чотири сезони, взявши участь у 119 матчах чемпіонату.
Своєю грою за цю команду привернув увагу представників тренерського штабу московського «Спартака», до складу якого приєднався на початку 1966 року. Відіграв за московських спартаківців наступні п'ять сезонів своєї ігрової кар'єри. Більшість часу, проведеного у складі московського «Спартака», був основним гравцем атакувальної ланки команди, а у 1969 році Микола Осянін став найкращим бомбардиром чемпіонату СРСР з 16 голами.
Протягом 1972–1973 років захищав кольори «Кайрата».
1974 року повернувся до «Спартака» (Москва), за який відіграв ще чотири сезони. Граючи у складі московського «Спартака» також здебільшого виходив на поле в основному складі команди.
Завершив професійну кар'єру футболіста виступами за команду «Спартак» Москва у 1976 році

## Виступи за збірну
1965 року дебютував в офіційних матчах у складі національної збірної СРСР. Протягом кар'єри у національній команді, яка тривала 5 років, провів у формі головної команди країни лише 3 матчі, забивши 1 гол.
| Дата       | Місто      | Господарі | Результат | Гості  | Турнір           | Голи | Примітки |
| ---------- | ---------- | --------- | --------- | ------ | ---------------- | ---- | -------- |
| 04/12/1965 | Монтевідео | Уругвай   | 1 – 3     | СРСР   | товариський матч | 1    | 71'      |
| 06/08/1969 | Москва     | СРСР      | 0 – 1     | Швеція | товариський матч | -    |          |
| 24/09/1969 | Белград    | Югославія | 1 – 3     | СРСР   | товариський матч | -    | 78'      |
| Усього     |            | Матчів    | 3         |        | Голів            | 1    |          |

## Титули і досягнення
- Чемпіон СРСР: 1969
- Володар Кубка СРСР: 1971
- Найкращий бомбардир чемпіонату СРСР: 1969 (16 голів)